# Micsiko japán császárné
Micsiko (美智子) japán császárné, polgári nevén Sóda Micsiko (正田美智子) (Tokió, 1934. október 20. –) Akihito japán császár felesége. Az első közrendű származású császárné a japán történelemben.

## Élete

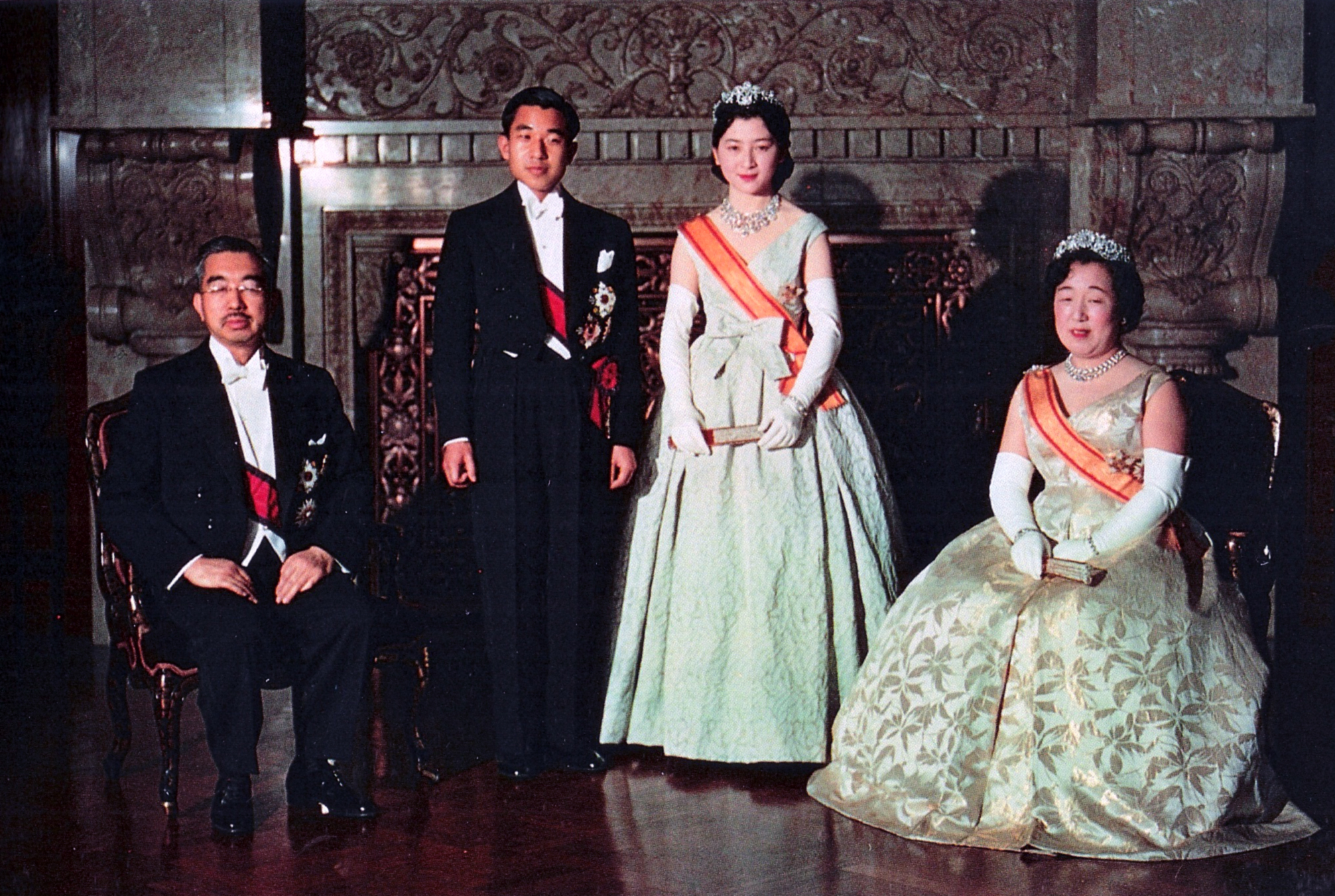
Esküvői képe férjével és férje szüleivel

Sóda Micsiko 1934-ben született egy jómódú üzletember, Sóda Hideszaburó (1903–1999) és Sóda Fumiko (1910–1988) első gyermekeként. Édesapjának lisztgyára volt, nagybátyja magas pozíciót töltött be az Oszakai Egyetemen. Micsiko a Szeisindzsosi Egyetem (聖心女子大学) idegen nyelvek és irodalom szakán végzett 1957-ben.
Férjével, az akkori koronaherceg Akihitóval egy teniszpályán ismerkedtek meg. Az esküvőre 1959. április 10-én került sor, miután a koronatanács jóváhagyta a kapcsolatot.
Micsiko ragaszkodott hozzá, hogy gyermekeit, Naruhitót (1960), Fumihitót (1965) és Szajakót (1969) a japán császári család szokásaitól eltérően maga nevelhesse.
Micsiko viszonya anyósával, Kódzsun császárnéval a Reuters jelentése szerint „feszült” volt, a császárné ellenezte, hogy menye maga akarta nevelni a gyermekeit. Az 1960-as években Micsiko többször is idegösszeomlást kapott.